# Lijst van rijksmonumenten aan de Kleine Houtweg
De Kleine Houtweg in de stad Haarlem telt 21 inschrijvingen in het rijksmonumentenregister. Hieronder een compleet overzicht van de rijksmonumenten aan de Kleine Houtweg.
| Object | Oorspronkelijke functie?  | Bouwjaar               | Architect     | Locatie                                                                              | Coördinaten?                  | Nr.?   | Afbeelding                                                                                         |
| --- | ------------------------- | ---------------------- | ------------- | ------------------------------------------------------------------------------------ | ----------------------------- | ------ | -------------------------------------------------------------------------------------------------- |
| Strakke gevel met rechte kroonlijst, vooruitspringende middenpartij | Woonhuis                  | aanvang 19e eeuw       |               | Kleine Houtweg 63                                                                    | 52° 22' 23" NB, 4° 38' 2" OL  | 19438  | Meer afbeeldingen                                                                                  |
| Pand met strakke gevel met rechte kroonlijst, uitspringende middenpartij | Woonhuis                  | aanvang 19e eeuw       |               | Kleine Houtweg 65                                                                    | 52° 22' 23" NB, 4° 38' 2" OL  | 19439  | Meer afbeeldingen                                                                                  |
| Klein Genoegen | Woonhuis                  | 18e eeuw               |               | Kleine Houtweg 73                                                                    | 52° 22' 22" NB, 4° 38' 1" OL  | 19440  | Meer afbeeldingen                                                                                  |
| Huis van Looy. Rechthoekig huis met strakke kroonlijst | Woonhuis                  | tweede helft 18e eeuw  |               | Kleine Houtweg 103                                                                   | 52° 22' 17" NB, 4° 37' 59" OL | 19441  | Meer afbeeldingen                                                                                  |
| Vredenburgh | Woonhuis                  | 18e eeuw               |               | Kleine Houtweg 119 (Koepel anno 1801; arch. A.van der Hart) verw. Kleine Houtweg 113 | 52° 22' 15" NB, 4° 37' 59" OL | 19442  | Meer afbeeldingen                                                                                  |
| Pand met rechte kroonlijst door consoles gedragen. Vormt een geheel met de buurnummers 127-131-133                                                                                | Woonhuis                  | tweede helft 19e eeuw  |               | Kleine Houtweg 129                                                                   | 52° 22' 13" NB, 4° 37' 58" OL | 19443  | Meer afbeeldingen                                                                                  |
| Pand met rechte kroonlijst door consoles gedragen. Vormt een geheel met de buurnummers 127-129-133                                                                                | Woonhuis                  | tweede helft 19e eeuw  |               | Kleine Houtweg 131                                                                   | 52° 22' 13" NB, 4° 37' 57" OL | 19444  | Meer afbeeldingen                                                                                  |
| Pand met rechte kroonlijst door consoles gedragen. Vormt een geheel met de buurnummers 127-129-131                                                                                | Woonhuis                  | tweede helft 19e eeuw  |               | Kleine Houtweg 133                                                                   | 52° 22' 12" NB, 4° 37' 57" OL | 19445  | Pand met rechte kroonlijst door consoles gedragen. Vormt een geheel met de buurnummers 127-129-131 |
| Hofje van Willem Heythuijsen | Sociale zorg, liefdadigh. | 1651 (cartouche)       |               | Kleine Houtweg 135 A t/m K                                                           | 52° 22' 12" NB, 4° 37' 57" OL | 19446  | Meer afbeeldingen                                                                                  |
| Spaer en Hout | Tuin, park en plantsoen   |                        |               | Kleine Houtweg 139                                                                   | 52° 22' 7" NB, 4° 38' 7" OL   | 19447  | Spaer en Hout                                                                                      |
| Doopsgezinde Weeshuis\ Gewestelijk Arbeidsbureau, hoge neoclassieke gevel, midden blok verhoogd en door klokkentoren bekroond. Vertoont overeenkomst met het Elisabeth's gasthuis | Woonhuis                  | laatste helft 19e eeuw |               | Kleine Houtweg 18                                                                    | 52° 22' 29" NB, 4° 38' 4" OL  | 19448  | Meer afbeeldingen                                                                                  |
| Pand met rechte kroonlijst door consoles gedragen, 2e helft der 19e eeuw | Woonhuis                  | tweede helft 19e eeuw  |               | Kleine Houtweg 127                                                                   | 52° 22' 13" NB, 4° 37' 58" OL | 394046 | Meer afbeeldingen                                                                                  |
| Blok van drie herenhuizen in neorenaissance stijl | Woonhuis                  | vierde kwart 19e eeuw  |               | Kleine Houtweg 67 t/m 71                                                             | 52° 22' 23" NB, 4° 38' 2" OL  | 513379 | Meer afbeeldingen                                                                                  |
| Spaar en Hout: hoofdgebouw | Kasteel, buitenplaats     | 1928-1930              |               | Kleine Houtweg 139                                                                   | 52° 22' 8" NB, 4° 38' 6" OL   | 513463 | Spaar en Hout: hoofdgebouw                                                                         |
| Spaar en Hout: poortcomplex | Tuin, park en plantsoen   | 1928-1930              |               | Kleine Houtweg bij 139                                                               | 52° 22' 10" NB, 4° 37' 56" OL | 513464 | Spaar en Hout: poortcomplex                                                                        |
| Spaar en Hout: autogarage met baarruimte | Begraafplaats en -onderdl | 1928-1930              |               | Kleine Houtweg bij 139                                                               | 52° 22' 11" NB, 4° 37' 57" OL | 513465 | Spaar en Hout: autogarage met baarruimte                                                           |
| Spaar en Hout: lantaarnpaal | Straatmeubilair           | 1928                   | P.L. Marnette | Kleine Houtweg bij 139                                                               | 52° 22' 9" NB, 4° 38' 4" OL   | 513468 | Spaar en Hout: lantaarnpaal                                                                        |
| Spaar en Hout: lantaarnpaal | Straatmeubilair           | 1928                   | P.L. Marnette | Kleine Houtweg bij 139                                                               | 52° 22' 9" NB, 4° 37' 59" OL  | 513469 | Spaar en Hout: lantaarnpaal                                                                        |
| Spaar en Hout: lantaarnpaal | Straatmeubilair           | 1928                   | P.L. Marnette | Kleine Houtweg bij 139                                                               | 52° 22' 9" NB, 4° 38' 0" OL   | 513470 | Spaar en Hout: lantaarnpaal                                                                        |
| Spaar en Hout: lantaarnpaal | Straatmeubilair           | 1928                   | P.L. Marnette | Kleine Houtweg bij 139                                                               | 52° 22' 9" NB, 4° 38' 2" OL   | 513471 | Spaar en Hout: lantaarnpaal                                                                        |
| Spaar en Hout: tuinaanleg | Tuin, park en plantsoen   | 1928-1930              | L.A. Springer | Kleine Houtweg bij 139                                                               | 52° 22' 7" NB, 4° 38' 2" OL   | 513472 | Meer afbeeldingen                                                                                  |

Centrum:
Bakenessergracht ·
Frankestraat ·
Gedempte Oude Gracht ·
Gierstraat ·
Groot Heiligland ·
Grote Houtstraat ·
Grote Markt ·
Jansstraat ·
Kenaupark ·
Klein Heiligland ·
Kleine Houtstraat ·
Kleine Houtweg ·
Koningstraat ·
Nieuwe Gracht ·
Parklaan ·
Spaarnwouderbuurt ·
Wilhelminastraat ·
Zijlstraat

Zuid-West:
Florapark ·
Floraplein ·
Wagenweg 

Haarlem-Oost

Schalkwijk

Noord:
Begraafplaats Kleverlaan ·
Spaarndam 